# فايز أبو عيطة
فايزْ مُحمَّد مَحْمُود أبَوُ عيطْة (أبو محمد؛ وُلد في 27 سبتمبر 1967 في مخيم جباليا –) أسير محرر، سياسي ودبلوماسي فلسطيني. حاصل على درجة الدكتوراه في القانون الدستوري والنظم السياسية ونائب امين سر المجلس الثوري لحركة فتح، وعضو في المجلس الوطني الفلسطيني.

## النشأة وفترة الاعتقال
ولد فايز أبو عيطة عام 1967 في مخيم جباليا شمال قطاع غزة. هجرت عائلة أبو عيطة قسراَ عام 1948 من قرية نجد الفلسطينية الموجودة بالقرب من المناطق الحدودية لقطاع غزة. تعرض أبو عيطة للاعتقال في بداية مرحلة شبابه بعمر 16 عام وأمضى في السجون الاسرائيلية ثمانية اعوام (1984-1992). تنقل أثناء فترة اعتقاله لعدة معتقلات كمعتقل عسقلان، نفحة، غزة، الرملة والسبع. استطاع في هذه الفترة اتقان اللغة العبرية والحصول على شهادة الثانوية العامة. تفرغ أبو عيطة بعد ذلك في العمل التنظيمي داخل المعتقل، فكان أحد قيادات حركة فتح في معتقل عسقلان. شارك أبو عيطة في العديد من الاضرابات كان أهمها الاضراب عن الطعام لمدة 17 يوم في سجن نفحة.

## الحياة العملية والسياسية
تم انتخاب أبو عيطة بعد قدوم السلطة الفلسطينية بعام واحد كعضو لجنة اقليم شمال غزة لعام 1995، بل وتم إعادة انتخابه للدورة الانتخابية التالية عام 2005. انتخب أبو عيطة رئيساً لبلدية مدينة بيت لاهيا عام 2004. عُين أبو عيطة ناطقاً رسمياً باسم حركة فتح عام 2009. اُنتخب أبو عيطة عضواً في المجلس الثوري لحركة فتح في المؤتمر السابع لحركة فتح وبعد ذلك بفترة قصيرة انتخب نائباً أول لأمين سر المجلس الثوري لحركة فتح. شغل أبو عيطة منصب قائم بأعمال وزير الإعلام بدرجة وكيل وقائم بأعمال الوزير عام 2018. شغل أبو عيطة عدة مناصب على الصعيد الحكومي والسياسي:
- سفير دولة فلسطين لدى الجمهورية الجزائرية الديمقراطية الشعبية.[4]
- عمل قائما بأعمال وزير الإعلام ووكيلا للوزارة 2018.
- نائب أول لأمين سر المجلس الثوري لحركة فتح.
- شغل منصب مدير عام الشؤون القانونية بوزارة الأسرى 2000.
- المتحدث الرسمي باسم حركة فتح 2009.[5]
- نائب المفوض العام لمفوضية العلاقات الوطنية لحركة فتح 2017.
- عضو في المجلس الوطني الفلسطينية منذ 2018.
- أسير محرر لمدة "8" سنوات متواصلة 1984-1992.
- محاضر جامعي في عدة جامعات فلسطينية.

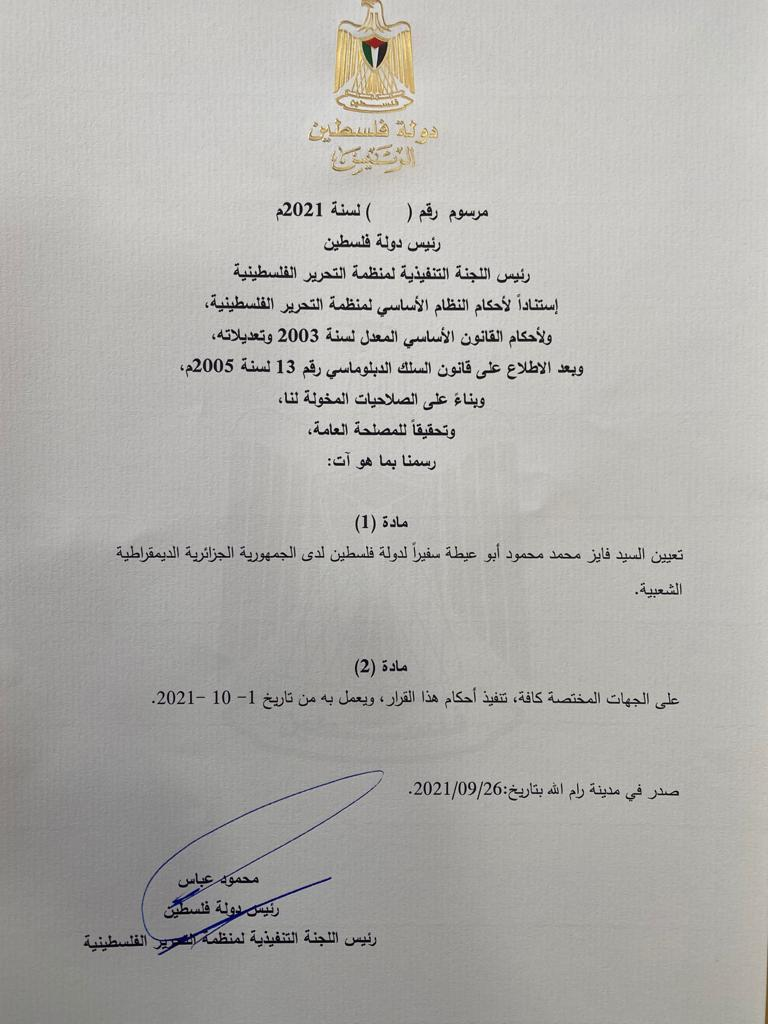
مرسوم صادر عن رئيس دولة فلسطين محمود عباس بتعيين السيد فايز أبو عيطة سفيراً لدولة فلسطين لدى الجمهورية الجزائرية الديمقراطية الشعبية.

أدى فايز أبو عيطة اليمين القانونية أمام رئيس دولة فلسطين محمود عباس في أكتوبر 2021، سفيرا لدولة فلسطين لدى الجمهورية الجزائرية الديمقراطية الشعبية. كما وقدم أوراق اعتماده لرئيس الجمهورية الجزائرية عبد المجيد تبون، ليصبح بذلك سفيرا رسمياً لدولة فلسطين في الجمهورية الجزائرية.

## المسيرة العلمية
التحق أبو عيطة في المدرسة الثانوية، ولكنه لم يتمكن من انهاء دراسته في ذلك الوقت بسبب اعتقاله في السجون الاسرائيلية. ولكنه تمكن من الحصول على شهادة الثانوية العامة في أثناء فترة اعتقاله واستطاع تعلم واتقان اللغة العبرية أثناء تمضية فترة اعتقاله. بعد انهاء فترة الاعتقال التحق أبو عيطة في كلية الشريعة والقانون لدى جامعة الأزهر للحصول على البكالوريوس. ثم حصل على درجة الماجستير في جمهورية مصر العربية. ثم حصل على درجة الدكتوراه في القانون الدستوري والنظم السياسية في جامعة المنصورة عام 2008. قام أبو عيطة بالعديد من الندوات السياسية في عدة جامعات فلسطينية وعربية. كالندوة السياسية التي أقيمت حول ذكرى وعد بلفور في ظل معطيات صفقة القرن في جامعة الاستقلال. لم تقتصر مسيرة أبو عيطة على الدراسة فقط، بل نشِط أيضاً في المجال الأكاديمي. فشغل عدة مناصب أكاديمية:
- محاضر جامعي في جامعة الاستقلال في مدينة أريحا. وساهم اثناء تدريسه في جامعة الاستقلال بتأسيس كلية العلوم القانونية والشرطية 2009-2010.
- محاضر جامعي في جامعة القدس المفتوحة 2011-2015.
- محاضر جامعي في جامعة فلسطين في قطاع غزة، حيث درس مادة القانون الدستوري والنظم السياسية كلية القانون عام 2013-2016.